# زنبور درودگر مکزیکی
زنبور درودگر مکزیکی (نام علمی: Xylocopa mexicanorum) نام یک گونه از سرده زنبور درودگر است.